# Federwiege

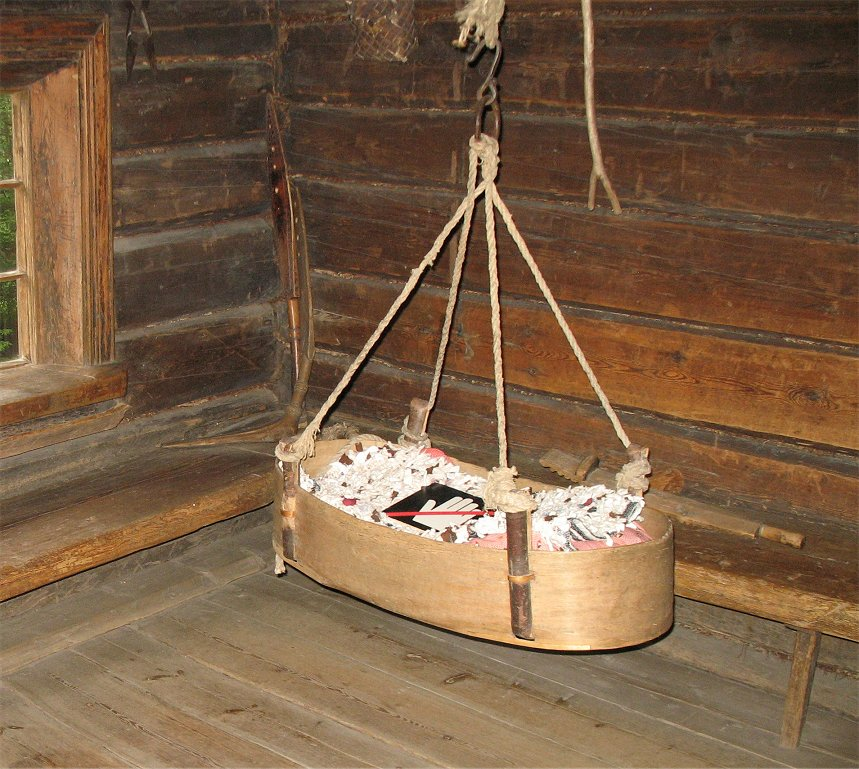
Alte Wiegekonstruktion aus Finnland

Eine Federwiege ist eine Kinderwiege, die an einer Stahlfeder aufgehängt wird und im Unterschied zu klassischen Wiegen oder Stubenwagen nicht nur vor und zurück, sondern vor allem auf und ab wippt. Angestoßen wird sie entweder durch externe Einflüsse wie durch das Anstupsen der Eltern oder durch die Bewegungen des Kindes selbst.
Federwiegen sind traditionell beheimatet in Südostasien, in den letzten Jahren aber weltweit verbreitet.

## Handhabung und Sicherheit
Aufgehängt werden Federwiegen entweder an der Decke, an Türrahmenklammern oder an speziellen Gestellen. Sie bestehen entweder aus einem Netz, in das ein Babykorb eingehängt werden kann, einem Babybett, dessen Ecken an Seilen aufgehängt sind oder einer Babyhängematte aus Stoff. Eine Federwiege sollte grundsätzlich über ein integriertes Sicherheitsseil verfügen, das zum einen eine Überdehnung der Feder verhindert aber auch als Sicherung dient, für den Fall, dass die Feder brechen sollte. Außerdem sollte die Aufhängung der Federwiege sicherstellen, dass Letztere bei zu heftigem Schaukeln, hervorgerufen zum Beispiel von Geschwistern, nicht aus dem Haken rutschen kann. Eine Federwiege sollte daher nur an geschlossenen Ösenschrauben oder Schaukelhaken aufgehängt werden und über ein GS-Zeichen verfügen. Sobald das Kind ein Alter erreicht hat, in dem es sich selbst aufsetzen kann (was in der Regel zwischen dem 5. und 9. Lebensmonat der Fall ist), sollte es nur unter elterlicher Betreuung in der Federwiege liegen und erst in die Federwiege gelegt werden, wenn es schon sehr müde ist, und gleich nach dem Aufwachen aus der Federwiege genommen werden.